# Суліми (Лодзинське воєводство)
Суліми (пол. Sulimy) — село в Польщі, у гміні Паженчев Зґерського повіту Лодзинського воєводства.